# Teija Nieminen
Teija Nieminen ist eine ehemalige finnische Biathletin.
Teija Nieminen nahm an zwei Biathlon-Weltmeisterschaften, der insgesamt zweiten und der dritten, die für Frauen ausgetragen wurden, teil. 1985 wurde sie in Egg am Etzel 14. des Sprints und gewann an der Seite von Pirjo Mattila und Tuula Ylinen hinter den Vertretungen aus der Sowjetunion und Norwegen Staffel-Bronze. Ein Jahr später wurde sie in Falun Neunte des Einzels und 13. des Sprintrennens.